# 金融機関のオンラインシステム
金融機関のオンラインシステムとは、金融機関が構築しているコンピュータシステムのネットワーク、オンラインシステムのこと。現在も国際決済を担う国際証券集中保管機関は歴史的原点である。

## 実例
- 銀行のオンラインシステム
  - BANCS(BANks Cash Service) - 都市銀行
  - 全国カードサービス(All Japan Card Service, ACS) - 地方銀行
  - SCS - 第二地方銀行
  - SOCS - 信託銀行
- 金庫・組合等のオンラインシステム
  - しんきんネットキャッシュサービス - 信用金庫
  - SANCS - 信用組合
  - ROCS - 労働金庫
  - LONGS - SBI新生銀行、あおぞら銀行、商工中金
  - 全国農協貯金ネットサービス - 系統農協・信連、信漁連
- 郵便貯金（現・ゆうちょ銀行）のオンラインシステム
  - 郵便貯金システム
- クレジットカードのオンラインシステム
  - CAFIS(Credit And Finance Information System、クレジット網)
- 証券会社のオンラインシステム
  - 証券ATMネットワーク（証券カードを発行する証券会社のネットワークだが、非加盟・脱退した証券会社もあり、足並みはそろっていない）
- セブン銀行、イオン銀行及びローソン銀行のオンラインシステム
- コンビニATMのオンラインシステム
  - イーネット
- その他ATMのオンラインシステム

## オンラインシステムの接続について
銀行・金庫・組合同士ではMICSにて相互接続されている。但し、商工中金・新生銀行・あおぞら銀行については、都市銀行・信託銀行とのみ接続されている。複雑な接続形態を集約するため、統合ATMスイッチングサービスへの移行が進んでいる。
郵便貯金システムについては、1998年まで銀行・金庫・組合など、他金融機関と接続されておらず、双方の利用者が不便であったが、1998年以降、順次他金融機関とのオンライン提携に踏み切った。
コンビニATMのオンライン提携については、セブン銀イオン銀行及びローソン銀行はオンライン提携の可否により、利用可能か不可能かを識別し(イオン銀行は、みずほ銀行ないしはイオン銀行と直接接続していない金融機関(みずほ信託銀行で入金とした場合を含む。出金と残高照会はイオン銀行のネットワークに直接接続)と判断された場合は、みずほ銀行のネットワークに切り替える。ローソン銀行は、直接接続されていない金融機関と判断された場合は、三菱UFJ銀行のネットワークに切り替えられる)、イーネットは、各ATMセンターに接続し、オンライン提携をしていれば提携金融機関に接続し、オンライン提携をしていなければ管理銀行に接続され、MICS経由で処理されている。
証券会社のキャッシュカードについては、都市銀行・ゆうちょ銀行・コンビニATM(イーネットは、各証券会社毎に特定の都市銀行経由で接続)と個別接続となっている。